# Argyresthia tallasica
Argyresthia tallasica is een vlinder uit de familie van de pedaalmotten (Argyresthiidae). De wetenschappelijke naam van de soort werd in 1970 gepubliceerd door Fissetchko.